# Gevheri Kadin
Gevheri Kadın (turco ottomano: کوهری قادین, lett. "gemma"; Abcasia, 8 luglio 1856 – Istanbul, 6 settembre 1884), nata Emine Hanim, è stata una consorte del sultano ottomano Abdülaziz.

## Origini
Gevheri nacque in Abcasia l'8 luglio 1856. Era figlia di Salih Bey e Şaziye Hanim, figlia del principe Tsanba Osman Bey, e il suo nome originale era Emine Hanim.
Da bambina venne mandata a Istanbul, alla corte ottomana, dove prese nome Gevheri Hanim e entrò a servizio di Pertevniyal Sultan, madre del sultano Abdülaziz, che la educò per diventare una consorte di suo figlio. 

## Consorte imperiale
Abdülaziz prese Gevheri come consorte nel 1872, al Palazzo di Dolmabahçe. Inizialmente le venne dato il rango di "BaşIkbal", ma fu in seguito promossa a "Quinta Kadın", col titolo di Gevheri Kadın, e nel 1875 a "Quarta Kadın". Diede al sultano un figlio e una figlia. 
Gevheri venne descritta come una donna graziosa, con lunghi capelli ricci ramati e occhi azzurri. Vestiva sempre di bianco, con una fascia rossa in vita e un velo azzurro sulla testa, e non portava gioielli a eccezione degli anelli che Abdülaziz le aveva regalato al loro matrimonio.
Era una donna nota per la sua devozione e carità. Era impegnata in numerosi progetti di beneficenza, istituì un fondo per l'istruzione degli orfani e finanziò le ristrutturazioni di numerose moschee, madrase e scuole. 
Abdülaziz venne deposto nel 1876 e imprigionato a Palazzo Feriye, dove morì alcuni giorni dopo, il 4 giugno, in circostanze sospette. Le sue consorti furono obbligate a seguirlo nel confinamento, non prima di essere state perquisite e derubate dei loro preziosi. Gevheri e le altre consorti furono poi liberate nel settembre 1876 dal sultano Abdülhamid II, nipote di Abdülaziz.
Gevheri e i suoi figli Esma Sultan e Şehzade Mehmed Seyfeddin vennero accolti da Şehzade Yusuf Izzeddin, figlio maggiore di Abdülaziz.

## Morte
Gevheri morì il 6 settembre 1884 a Palazzo Feriye. Venne sepolta nella Yeni Cami. 

## Discendenza
Da Abdülaziz, Gevheri Kadın ebbe un figlio e una figlia:
- Esma Sultan (21 marzo 1873 - 7 maggio 1899). Orfana di padre a tre anni, venne accolta con sua madre dal fratellastro Şehzade Yusuf Izzeddin. Si sposò una volta ed ebbe quattro figli e una figlia. Morì di parto.
- Şehzade Mehmed Seyfeddin (22 settembre 1874 - 19 ottobre 1927). Vice ammiraglio e musicista. Ebbe quattro consorti, tre figli e una figlia.